# Wiggler
Wiggler is een personage uit de Mario-reeks.

## Karakteromschrijving
Wiggler maakte zijn debuut in Super Mario World, waarin hij een vijand was. Dit was ook zo in veel andere spellen, onder meer New Super Mario Bros., Super Mario Galaxy en New Super Mario Bros. Wii. Maar in de loop van de serie werd hij ook vaak gezien in vriendelijke rollen, zoals in Mario Party DS. Wiggler is een gele duizendpoot met een bloem op zijn hoofd. Hij is ook vaak een speelbaar personage, zoals in Mario Superstar Baseball, Mario Power Tennis en Mario Super Sluggers. Wanneer Mario op hem springt, wordt dit personage rood en krijgt hij witte ogen. In Super Mario 64 was hij eerst een eindbaas. Mario ging met hem de strijd aan. Na het gevecht begon hij vriendelijk te worden. Uiteindelijk werd hij een karakter dat racete in Mario Kart 7 voor de Nintendo 3DS.